# Quintana Roo
Quintana Rooⓘ – stan we wschodnim Meksyku (na Jukatanie). Graniczy ze stanami: Jukatan i Campeche (na północy i zachodzie). Na wschodzie stan oblewają wody Morza Karaibskiego, na południu natomiast sąsiaduje z Belize.

## Podział administracyjny
Quintana Roo dzieli się na 10 gmin (hiszp. municipios).

## Historia
Już ok. 3000 lat p.n.e. zamieszkiwały tu ludy będące protoplastami Majów. W X w. grupa Majów, znana jako Itzáes wzniosła ośrodki miejskie w: Chichén Itzá i Champotón, które do dzisiaj pozostają najbardziej znanymi pozostałościami po tej wysoko rozwiniętej kulturze. Później Itzáes razem z częścią Tolteków i Cziczimeków utworzyli Ligę Mayapan, która była swego rodzaju luźnym sojuszem pomiędzy miastami Majów. W 1194 Chichén-Itzá zostaje opuszczone przez jego mieszkańców, którzy przenoszą się do Petén.
W 1502 dochodzi do pierwszych kontaktów Majów z Europejczykami. Wtedy to bowiem kilku członków ekspedycji Krzysztofa Kolumba natyka się na łodzie rybackie tubylców. W 1511 hiszpański statek z Darien utknął na mieliźnie przy wybrzeżu obecnego Quintana Roo. Kilku rozbitków zostało zabitych, a dwóch z nich – Gonzalo Guerrero i Jerónimo de Aguilar zasymilowało się z miejscowymi Indianami.
W 1518 do regionu przybywają kolejno ekspedycje Hernándeza de Córdoby i Juana de Grijalby. W 1519 r. Hernán Cortés spotyka Jerónimo de Aguilara w Chetumal i zabiera go ze sobą. W 1526 r. Francisco de Montejo proponuje królowi Karolowi V podbój Jukatanu. Półwysep został ostatecznie opanowany po długich walkach przez syna Monteja w roku 1546.
W XVI i XVII w. wybrzeże często było atakowane przez karaibskich piratów. W roku 1652 portowa Salamanca po jednym z niszczycielskich rajdów korsarzy musiała zostać opuszczona z powodu zniszczeń. Hiszpanie zaczęli podejmować próby zapobieżenia ewentualnemu osiedlaniu się Anglików, które zakończyły się niepowodzeniem (Belize). Pierwsze próby ewangelizacyjne są podejmowane w XVIII w. Dzięki temu, że nawracanie rozpoczęło się tak późno duża część kultury Majów mogła zostać zachowana aż do odzyskania przez Meksyk niepodległości.
Po tym jak Meksyk stał się niezależny od Hiszpanii w 1823 roku Gwatemala anektowała część terytorium Petén-Itzá. W 1841 miejscowi właściciele ziemscy podejmują próbę utworzenia niepodległego Jukatanu, jednakże Republika Jukatańska nie zyskała międzynarodowego uznania. W 1847 wybuchają walki na tle etnicznym spowodowane przez dyskryminowanie Indian, duże obszary Quintana Roo ulegają zniszczeniu. W tym samym okresie dochodzi do podpisania traktatu Marshal Saint John, w wyniku którego zostaje ustalona granica na rzece Hondo, pomiędzy Meksykiem a Belize.
W 1901 roku ostatnia rebelia Majów zostaje brutalnie zdławiona. W roku 1902 Quintana Roo zostaje autonomicznym terytorium w ramach stanu Jukatan. Podczas prezydentury Lazaro Cardenasa obszar ten staje się odrębną jednostką administracyjną (terytorium), która uzyskuje status pełnoprawnego stanu dopiero 8 października 1974 roku.
Ze względu na swoje walory przyrodnicze i liczne stanowiska archeologiczne UNESCO w 1986 r. włączyło Quintanę Roo do swojego Programu Biosfery i Człowieka. Poza rozwijającą się turystyką stan pozostaje rzadko zaludniony i dysponuje niewielkim zapleczem przemysłowym. Słaby rozwój pozaturystycznych gałęzi gospodarki jest wynikiem polityki rządu federalnego, który preferuje działalność turystyczną.

## Warunki geograficzne i klimatyczne
Stan jest położony na Półwyspie Jukatańskim, który ma charakter nizinny i równinny. Południowo-zachodni rejon cechuje się wyższym położeniem na poziomem morza (ok. 200 m). Wybrzeże składa się z długich piaszczystych plaż, przy których rozciągają się rafy koralowe. W bezpośrednim sąsiedztwie morza znajdują się liczne laguny. W wyniku przeciekania wody przez porowate skały potworzyły się również podziemne jaskinie, znane jako cenotés.
Największą rzeką jest Hondo, która tworzy granicę z Belize.
Klimat jest gorący i wilgotny, co jest spowodowane bliskością ciepłego Morza Karaibskiego. Średnie temperatury wynoszą ok. 25 °C, maksymalnie osiągają 38 °C, a minimalnie 12 °C. Najwyższa miesięczna średnia opadów przypada na wrzesień (17 cm). Roczna średnia opadów wynosi ok. 1100–1500 mm. Quintana Roo jest często nawiedzana przez tropikalne sztormy i huragany, które nierzadko wyrządzają duże szkody w ośrodkach turystycznych i hotelach.
Roślinność stanu można podzielić na cztery formacje: lasy, sawanny, mangry i rafy. W skład lasów wchodzą m.in.: mahonie, cedry i palmy. Do często spotykanych zwierząt należą: małpy, jelenie i paka nizinna. Występuje tu prawdziwe bogactwo różnych odmian ptaków, takich jak chociażby: papugi, gołębie czy indyki. Na sawanny składają się głównie pastwiska i zarośla. Wybrzeże porośnięte jest roślinnością namorzynową, środowisko to zamieszkują m.in.: krokodyl amerykański i meksykański, kaczki, pelikany i wiele gatunków ryb.
Ze względu na bogaty i zróżnicowany ekosystem utworzono tu wiele parków narodowych (np. Park Narodowy Arrecifes de Cozumel, Park Narodowy Arrecife de Puerto Morelos i Park Narodowy Arrecifes de Xcalak, Park Narodowy Costa Occidental de Isla Mujeres, Punta Cancún y Punta Nizuc), wydzielone zostały też: Obszar Chronionego Krajobrazu Yum Balam, Rezerwat Biosfery Sian Ka’an oraz Rezerwat El Eden.

## Gospodarka
Turystyka ma 80-90% udział w gospodarce Quintana Roo. Cancún, będące niegdyś niezamieszkaną wyspą stało się obecnie jednym z głównych celów zagranicznych turystów (Cancún ma 25% udział w całej branży turystycznej kraju). Oprócz turystyki część mieszkańców jest zatrudniona w rolnictwie, hodowli, przy eksploatacji lasów i rybołówstwie. Przemysł ma znikomy udział w PKB. Pewne znaczenie ma przetwórstwo trzciny cukrowej oraz produkcja materiałów budowlanych. Inne sektory przemysłu są głównie nastawione na obsługę turystów (np. woda oczyszczona, lody itp.). Stan eksportuje głównie: chicle (składnik gum do żucia), miód, ryby i owoce.
Uprawia się: kukurydzę, ryż, fasolę, trzcinę cukrową, jalapeno i arbuzy. Hoduje się: świnie, bydło i owce.
W wodach u wybrzeży stanu poławia się: krewetki, homary i ślimaki morskie.

## Turystyka
Głównymi ośrodkami turystycznymi są: Cancún i Cozumel. Oprócz ośrodków wypoczynkowych chętnie odwiedzane przez turystów są antyczne miasta Majów (np. Chichén Itzá czy Tulum). Atrakcyjne warunki do nurkowania stwarzają: Isla Mujeres i Laguna Chankanaab.

## Galeria

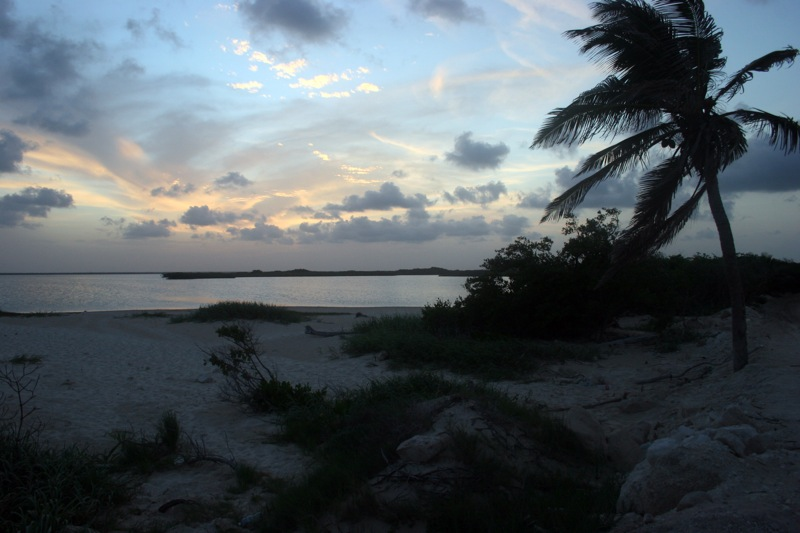
Sian Ka’an
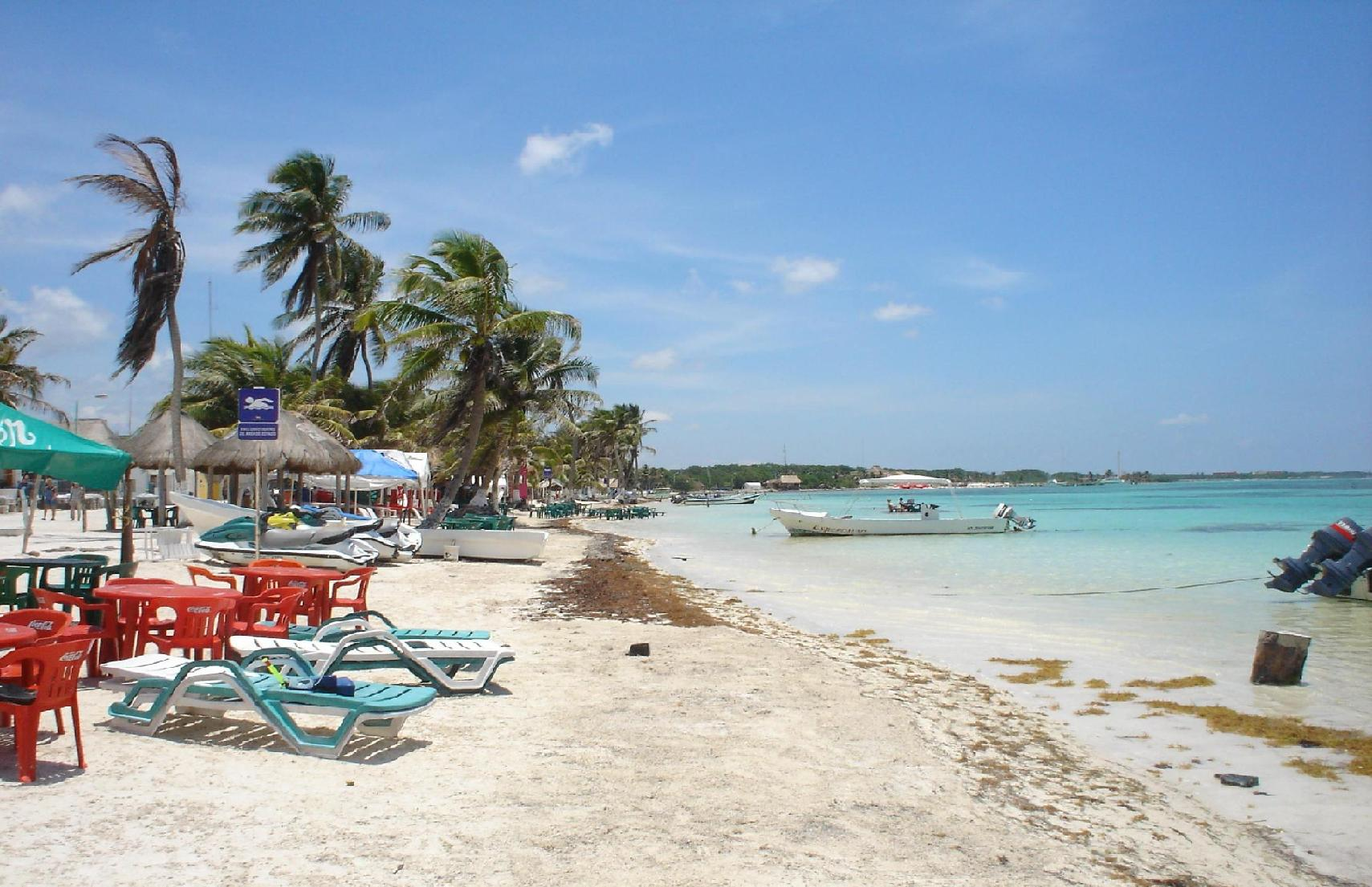
Mahahual
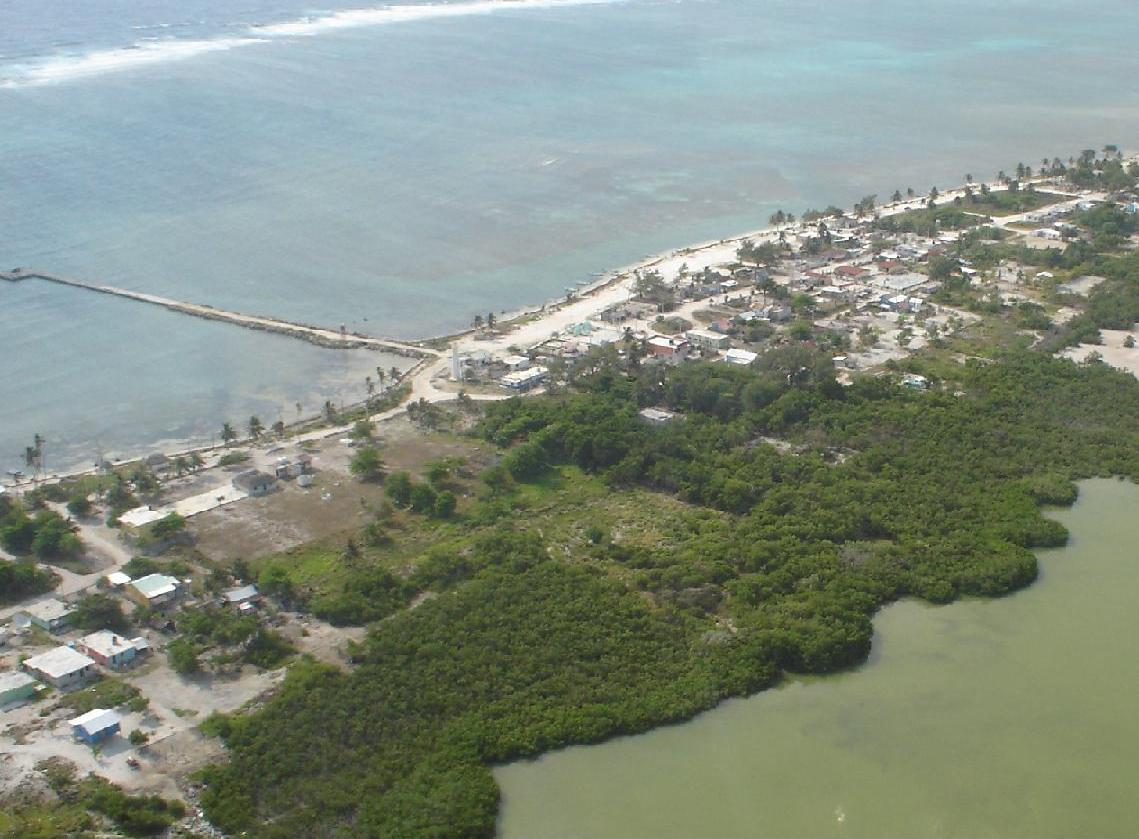
Xcalak
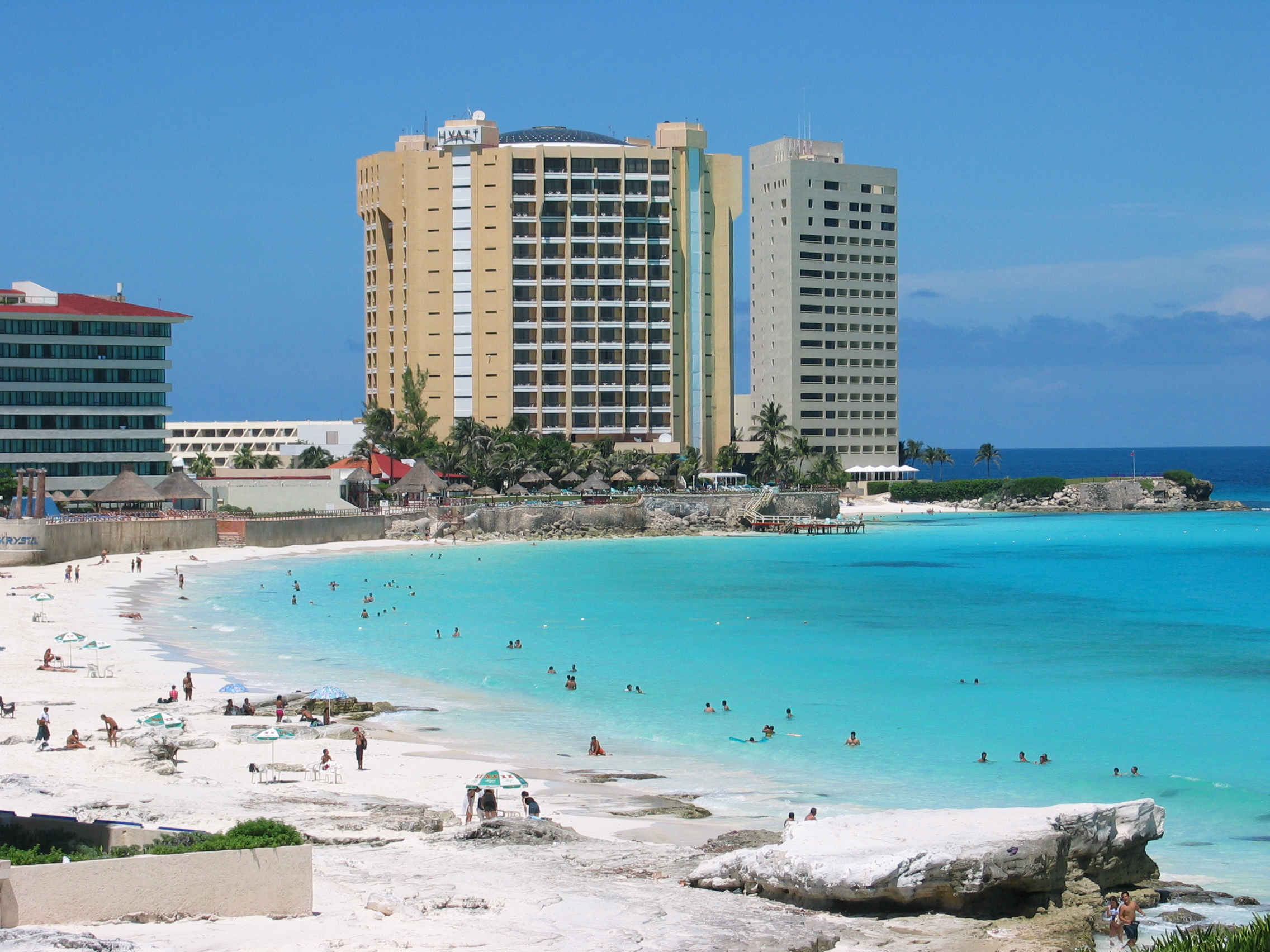
Cancun
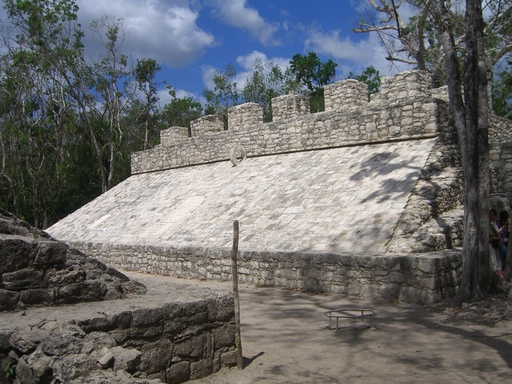
Starożytne boisko do gry w piłkę w Cobá.
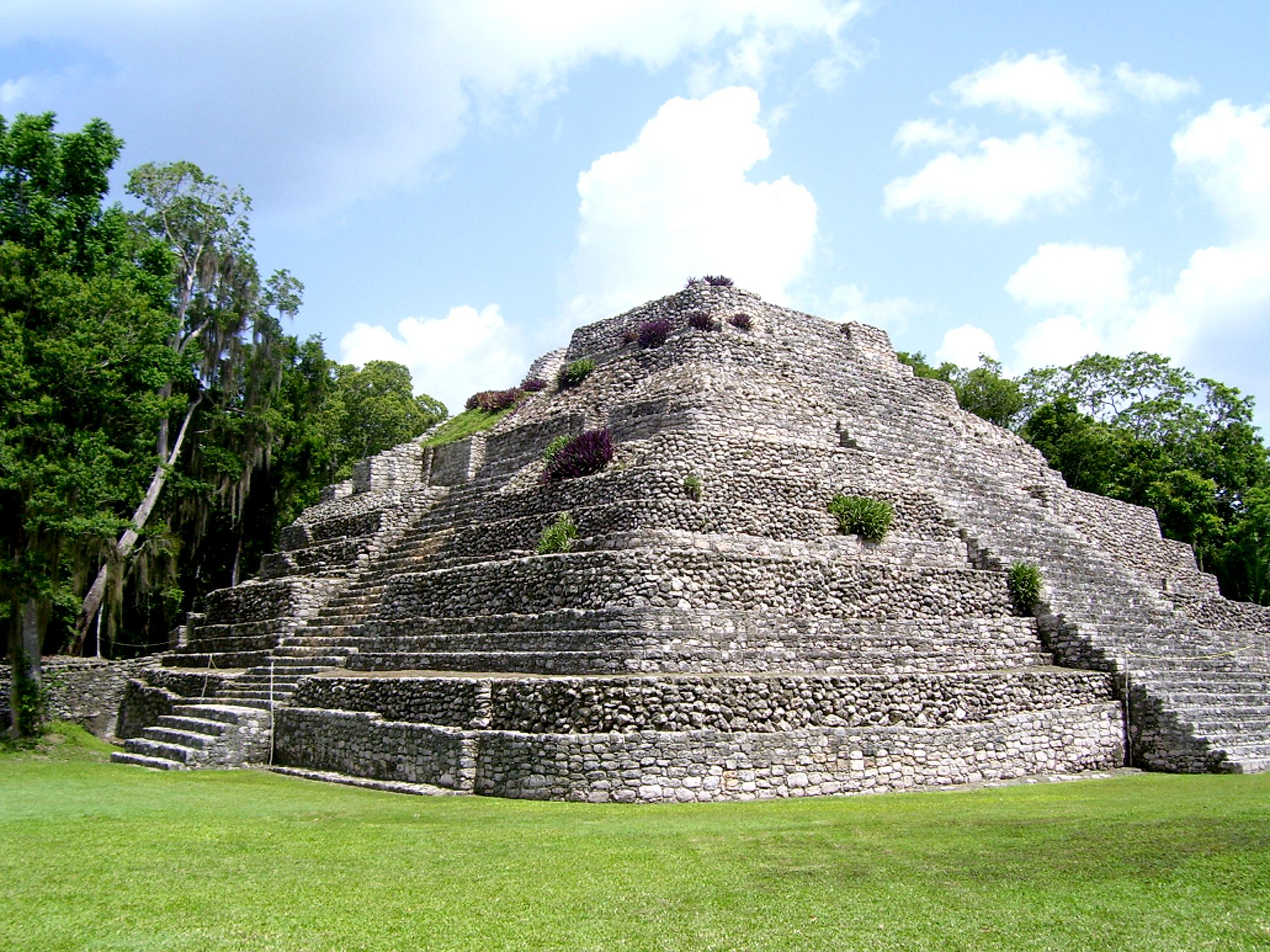
Jedna z piramid w Chacchoben